# Dominic Iorfa
Dominic Iorfa (ur. 1 października 1968 w Gboko) – piłkarz nigeryjski występujący podczas kariery na pozycji napastnika.

## Kariera klubowa
Iorfa rozpoczął w klubie BCC Lions w 1984. W 1989 trafił do Europy do belgijskiego Royal Antwerp. W trakcie sezonu 1989–90 przeszedł do pierwszoligowego angielskiego Queens Park Rangers F.C. Nie mogąc przebić się do pierwszego składu, rozegrawszy tylko 8 spotkań w lidze Iofra przeszedł do tureckiego Galatasaray SK.
Po kilkunastu miesiącach powrócił do Anglii i został zawodnikiem drugoligowego Peterborough United F.C. W Peterborough występował dwa lata. W latach 1994–1996 występował w innym drugoligowcu Southend United F.C. W kolejnych latach rozpoczął ustawiczną zmianę barw klubowych występując w niższych ligach angielskich, w Szkocji, Irlandii i Chinach.
Karierę zakończył w Nigerii w klubie Lobi Stars w 2000.

## Kariera reprezentacyjna
Iofra występował w reprezentacji Nigerii w latach 1987–1995. W 1989 wystąpił w eliminacjach Mistrzostw Świata 1990. W 1995 roku Iorfa pojechał z reprezentacją Nigerii na Puchar Konfederacji. Na tym turnieju Nigeria zajęła czwarte miejsce a
Iofra wystąpił w meczu o trzecie miejsce z Meksykiem.